# Europa Cup (korfbal) 2006
De Europacup korfbal 2006 was de 21e editie van dit internationale zaalkorfbaltoernooi.

## Deelnemers

### Poule A
| Club     | Plaats    | Poule |
| -------- | --------- | ----- |
| Riviera  | Antwerpen | A     |
| Benfica  | Lissabon  | A     |
| Orel STU | Orjol     | A     |
| Invicta  | Londen    | A     |

### Poule B
| Club          | Plaats         | Poule |
| ------------- | -------------- | ----- |
| PKC           | Papendrecht    | B     |
| Adler Rauxel  | Castrop-Rauxel | B     |
| SKK Prievidza | Prievidza      | B     |
| TJ Znojmo     | Znojmo         | B     |

## Poulefase Wedstrijden

### Poule A
| Thuisploeg |   | Uitploeg | Uitslag |
| ---------- | - | -------- | ------- |
| Riviera    | - | Benfica  | 22-9    |
| Invicta    | - | Orel STU | 13-25   |
| Riviera    | - | Invicta  | 22-7    |
| Benfica    | - | Orel STU | 11-16   |
| Invicta    | - | Benfica  | 21-20   |
| Orel STU   | - | Riviera  | 13-15   |

### Poule B
| Thuisploeg   |   | Uitploeg  | Uitslag |
| ------------ | - | --------- | ------- |
| Prievidza    | - | PKC       | 6-32    |
| Adler Rauxel | - | TJ Znojmo | 14-12   |
| Prievidza    | - | TJ Znojmo | 15-20   |
| Adler Rauxel | - | PKC       | 8-25    |
| Adler Rauxel | - | Prievidza | 21-13   |
| PKC          | - | TJ Znojmo | 25-12   |

## Finales
| 7e&8e plaats |           |    |
|              |           |    |
| A4           | Benfica   | 15 |
| B4           | Prievidza | 13 |

| 5e&6e plaats |           |    |
|              |           |    |
| A3           | Invicta   | 13 |
| B3           | TJ Znojmo | 16 |

| 3e&4e plaats |              |    |
|              |              |    |
| A2           | Orel STU     | 21 |
| B2           | Adler Rauxel | 12 |

| Finale |         |    |
|        |         |    |
| A1     | Riviera | 9  |
| B1     | PKC     | 20 |

| Kampioen EuropaCup 2006 |
| ----------------------- |
| PKC Zesde titel         |

## Eindklassement
| Positie | Club         |
| ------- | ------------ |
| Goud    | PKC          |
| Zilver  | Riviera      |
| Brons   | Orel STU     |
| 4       | Adler Rauxel |
| 5       | TJ Znojmo    |
| 6       | Invicta      |
| 7       | Benfica      |
| 8       | Prievidza    |